# Edificio Torre
El Edificio Torre es una torre de oficinas y apartamentos ubicada en Caseros, Partido de Tres de Febrero que fue inaugurada en el año 1973.

## Historia

### Construcción e inauguración
El terreno fue adquirido por el Banco Cooperativo de Caseros, que se encontraba en Avenida San Martín y Urquiza, este, inició la construcción del edificio en 1966, que primeramente iba a contar con 25 pisos de oficinas para el banco, que estaba en pleno auge y crecimiento de personal. Su construcción finalizó en noviembre de 1973, y un mes después, precisamente el 7 de diciembre se produjo su inauguración contando con 25 pisos, 176 departamentos, 3 subsuelos, azotea, guardería, galerías y auditórium, anterior a esto las autoridades determinaron que el banco podía contar con dos pisos de oficinas, dejando par a 22 pisos de viviendas. A la fecha de su inauguración fue uno de los quince edificios más altos de Buenos Aires.

### Habitantes y vista
A la fecha de 2024, según Diego Valenzuela, vivían más de 1200 personas en el edificio, que tiene (en sus últimos pisos) vista hacía Santos Lugares, Ramos Mejía, Haedo, Hurlingham, El Palomar, Villa Devoto, Sáenz Peña y Ciudadela. A partir del piso 15, se puede ver la Iglesia de Nuestra Señora de Lourdes.

## Galería de imágenes
| |
| Edificio Torre (izq) cerca de su finalización, adelante una formación del Ferrocarril General San Martín con dirección a Santos Lugares, 1973 |

|                                                                               |
| Estación del Ferrocarril General San Martín y a su derecha la imponente Torre |